# Viguiera spooneri
Viguiera spooneri là một loài thực vật có hoa trong họ Cúc. Loài này được (Panero & E.E.Schill.) B.L.Turner miêu tả khoa học đầu tiên.